# اندیس جنوب خاوری علی‌آباد
جنوب خاوری علی آباد یک اندیس فلزی است که در حوالی شهر چاپان استان آذربایجان غربی قرار دارد و مادهٔ معدنی موجود در آن، آهن است.  